# ルチャニ
ルチャニ（セルビア語: Лучани / Lučani）は、セルビア、モラヴィツァ郡のドラガチェヴォ地方（Dragačevo）にある町、およびそれを中心としたオプシュティナ（基礎自治体）である。2002年時点の人口は自治体全域で24,614人、町で4,309人である。
市内のグチャでは、ドラガチェヴォの集いが毎年開催される。これは世界最大規模のトランペット、ブラスバンドの音楽祭である。
ルチャニ市を拠点に活動しているサッカークラブ・FKムラドスト・ルチャニは、セルビア・スーペルリーガに所属している。